# Mavinakere, Belur
Mavinakere là một làng thuộc tehsil Belur, huyện Hassan, bang Karnataka, Ấn Độ.